# Gottardo Garollo
Gottardo Garollo, né le 20 janvier 1850 à Levico Terme dans le Trentin et mort le 18 septembre 1917 à Milan, est un auteur italien.

## Biographie
Gottardo Garollo naît le 20 janvier 1850 à Levico, dans le Trentin, d'Antonio, armurier, et de Teresa Perina.
Le 28 avril 1878, il épouse Felicita dei conti Marzani, également originaire du Trentin.
Son ouvrage historique le plus important est le Dizionario biografico universale (Milan 1907). Il est auteur de plusieurs ouvrages géographiques dont L'Atlante geografico dell'Italia (1890).
Gottardo Garollo meurt le 18 septembre 1917 à Milan.